# گله‌داری محمد نور اطیابی
گله‌داری محمد نور اطیابی یک منطقهٔ مسکونی در ایران است که در دهستان تنگ نارک واقع شده‌است. گله‌داری محمد نور اطیابی ۲۴ نفر جمعیت دارد.